# Maria Luisa d'Asburgo-Lorena (principessa di Toscana)
Maria Luisa d'Asburgo-Lorena (nome completo: Maria Luisa Annunziata Anna Giovanna Giuseppa Antonietta Filomena Apollonia Tommasa d'Asburgo-Lorena) (Firenze, 31 ottobre 1845 – Hanau, 27 agosto 1917), nata principessa di Toscana e arciduchessa d'Austria, fu consorte del principe Carlo di Isenburg-Büdingen-Birstein.

## Biografia

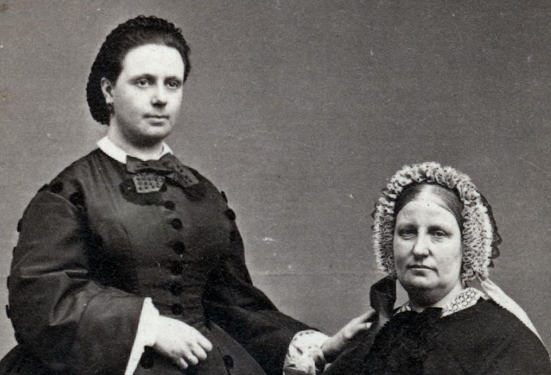
Maria Luisa con sua madre Maria Antonietta. Foto di Moriz Ludwig Winter (1863).

Maria Luisa nacque a Firenze, a Palazzo Pitti, ottava dei dieci figli del granduca Leopoldo II di Toscana (1797-1870) e della sua seconda moglie la granduchessa Maria Antonia di Borbone-Due Sicilie (1814-1898). I suoi nonni paterni furono il granduca Ferdinando III di Toscana e Luisa Maria Amalia di Borbone-Napoli; quelli materni il re Francesco I delle Due Sicilie e Maria Isabella di Borbone-Spagna.
Il nome di battesimo le venne dato in onore della sorella di suo padre, l'inferma principessa Maria Luisa (1799-1857), chiamata con affetto la "Gobbina" dal popolo fiorentino.
Maria Luisa nacque in un momento di tranquillità e benessere per il Granducato e fu cresciuta in un ambiente familiare aperto e affettuoso. Ben presto, però, la sua giovane esistenza ebbe un primo scontro con la realtà a seguito delle rivoluzioni del 1848. Nel febbraio 1849, infatti, mentre prendeva potere l'ala ultrademocratica toscana, la famiglia granducale decise di partire alla volta di Gaeta. La granduchessa Maria Antonietta non viaggiò insieme al resto della famiglia, ma solo con i suoi due figli più piccoli, Maria Luisa di tre anni e Luigi di appena un anno. A Orbetello, la Granduchessa fu assalita dal popolo che voleva trattenerla insieme ai figli, che scoppiarono a piangere; l'intervento di un cacciatore del Granduca permise alla Granduchessa di proseguire e di raggiungere la nave del marito.
La famiglia granducale rimase a Gaeta per diversi mesi e poté rientrare a Firenze solo il 28 luglio 1849. Seguirono anni relativamente tranquilli per la famiglia di Leopoldo II, fino allo scoppio della Seconda guerra d'indipendenza italiana. Il 27 aprile 1859, infatti, di fronte alla popolazione che sosteneva l'entrata in guerra a fianco del Piemonte contro l'Austria, Leopoldo II per evitare spargimenti di sangue decise di lasciare la città. La giovane Maria Luisa, che aveva allora quattordici anni, disse addio alla sua città natale.
Dal 1859 al 1865, visse insieme ai genitori nei territori dell'Impero d'Austria, in particolare nel Castello di Brandýs (Boemia), proprietà privata di Leopoldo II. A Brandýs nad Labem, il 31 maggio 1865, all'età di vent'anni, convolò a nozze con Carlo, principe di Isenburg e Büdingen in Birstein (1838-1899), un conte dell'Assia. Dal matrimonio nacquero otto figli. Carlo morì a sessant'anni, Maria Luisa si spense durante la Grande Guerra, nel 1917, all'età di sessantanove anni, prima di vedere la fine degli Asburgo.

## Discendenza
Maria Luisa e Carlo ebbero otto figli:
- Principe Leopoldo (1866–1933), successore di suo padre. Nel 1902 sposò la principessa Olga di Sassonia-Weimar-Eisenach (1869–1924), figlia del principe Ermanno di Sassonia-Weimar-Eisenach, ed ebbe figli. Si sposò, nuovamente nel 1924 con la contessa Marie di Dürckheim-Montmartin (1880–1937), senza figli.
- principessa Antonietta (1867–1943).
- principessa Maria (1868–1919).
- principe Francesco Giuseppe (1869–1939), sposò la principessa Federica di Solms-Braunfels, ed ebbe figli.[senza fonte] Sono i bisnonni di Sophie, principessa di Prussia.
- principe Carlo (1871–1951), sposò morganaticamente Bertha Lewis.
- principe Vittorio (1872–1946), sposò Leontine Rohrer.
- principe Alfonso (1875–1951), sposò nel 1900 la contessa Paolina di Beaufort-Spontin (1876–1955), ed ebbe figli.[senza fonte]
- principessa Elisabetta (1877–1943), sposò Georg Beyer
- principessa Adelaide (1878–1936).

## Ascendenza
|                                                            |                                |                                | Genitori                                |  |  | Nonni |  |  | Bisnonni                             |  |  | Trisnonni                            |  |
|                                                            |                                |                                |                                         |  |  |       |  |  | Leopoldo II, Sacro Romano Imperatore |  |  | Francesco I, Sacro Romano Imperatore |  |
|                                                            |                                |                                |                                         |  |  |       |  |  | Leopoldo II, Sacro Romano Imperatore |  |  | Francesco I, Sacro Romano Imperatore |  |
|                                                            |                                | Maria Teresa d'Austria         |                                         |  |  |       |  |  | Leopoldo II, Sacro Romano Imperatore |  |  |                                      |  |
| Ferdinando III, Granduca di Toscana                        |                                |                                |                                         |  |  |       |  |  | Leopoldo II, Sacro Romano Imperatore |  |  |                                      |  |
|                                                            |                                | Infanta Maria Luisa di Spagna  | Carlo III di Spagna                     |  |  |       |  |  |                                      |  |  |                                      |  |
|                                                            |                                | Infanta Maria Luisa di Spagna  | Carlo III di Spagna                     |  |  |       |  |  |                                      |  |  |                                      |  |
|                                                            |                                | Infanta Maria Luisa di Spagna  | Maria Amalia di Sassonia                |  |  |       |  |  |                                      |  |  |                                      |  |
| Leopoldo II, Granduca di Toscana                           |                                | Infanta Maria Luisa di Spagna  |                                         |  |  |       |  |  |                                      |  |  |                                      |  |
|                                                            |                                | Ferdinando I delle Due Sicilie | Carlo III di Spagna                     |  |  |       |  |  |                                      |  |  |                                      |  |
|                                                            |                                | Ferdinando I delle Due Sicilie | Carlo III di Spagna                     |  |  |       |  |  |                                      |  |  |                                      |  |
|                                                            |                                | Ferdinando I delle Due Sicilie | Maria Amalia di Sassonia                |  |  |       |  |  |                                      |  |  |                                      |  |
| Principessa Luisa di Napoli e Sicilia                      |                                | Ferdinando I delle Due Sicilie |                                         |  |  |       |  |  |                                      |  |  |                                      |  |
|                                                            |                                | Maria Carolina d'Austria       | Francesco I, Sacro Romano Imperatore    |  |  |       |  |  |                                      |  |  |                                      |  |
|                                                            |                                | Maria Carolina d'Austria       | Francesco I, Sacro Romano Imperatore    |  |  |       |  |  |                                      |  |  |                                      |  |
|                                                            |                                | Maria Carolina d'Austria       | Maria Teresa d'Austria                  |  |  |       |  |  |                                      |  |  |                                      |  |
| Arciduchessa Maria Luisa d'Austria, Principessa di Toscana |                                | Maria Carolina d'Austria       |                                         |  |  |       |  |  |                                      |  |  |                                      |  |
|                                                            | Ferdinando I delle Due Sicilie | Carlo III di Spagna            |                                         |  |  |       |  |  |                                      |  |  |                                      |  |
|                                                            | Ferdinando I delle Due Sicilie | Carlo III di Spagna            |                                         |  |  |       |  |  |                                      |  |  |                                      |  |
|                                                            | Ferdinando I delle Due Sicilie | Maria Amalia di Sassonia       |                                         |  |  |       |  |  |                                      |  |  |                                      |  |
| Francesco I delle Due Sicilie                              | Ferdinando I delle Due Sicilie |                                |                                         |  |  |       |  |  |                                      |  |  |                                      |  |
|                                                            |                                | Maria Carolina d'Austria       | Francesco I, Sacro Romano Imperatore    |  |  |       |  |  |                                      |  |  |                                      |  |
|                                                            |                                | Maria Carolina d'Austria       | Francesco I, Sacro Romano Imperatore    |  |  |       |  |  |                                      |  |  |                                      |  |
|                                                            |                                | Maria Carolina d'Austria       | Maria Teresa d'Austria                  |  |  |       |  |  |                                      |  |  |                                      |  |
| Maria Antonia di Borbone-Due Sicilie                       |                                | Maria Carolina d'Austria       |                                         |  |  |       |  |  |                                      |  |  |                                      |  |
|                                                            |                                | Carlo IV di Spagna             | Carlo III di Spagna                     |  |  |       |  |  |                                      |  |  |                                      |  |
|                                                            |                                | Carlo IV di Spagna             | Carlo III di Spagna                     |  |  |       |  |  |                                      |  |  |                                      |  |
|                                                            |                                | Carlo IV di Spagna             | Maria Amalia di Sassonia                |  |  |       |  |  |                                      |  |  |                                      |  |
| Infanta Maria Isabella di Spagna                           |                                | Carlo IV di Spagna             |                                         |  |  |       |  |  |                                      |  |  |                                      |  |
|                                                            |                                | Maria Luisa di Parma           | Filippo I, Duca di Parma                |  |  |       |  |  |                                      |  |  |                                      |  |
|                                                            |                                | Maria Luisa di Parma           | Filippo I, Duca di Parma                |  |  |       |  |  |                                      |  |  |                                      |  |
|                                                            |                                | Maria Luisa di Parma           | Principessa Luisa Elisabetta di Francia |  |  |       |  |  |                                      |  |  |                                      |  |
|                                                            |                                | Maria Luisa di Parma           |                                         |  |  |       |  |  |                                      |  |  |                                      |  |